# Clotworthy Rowley
Clotworthy Rowley (* um 1731; † 25. März 1805) war ein irischer Barrister und Politiker.
Clotworthy Rowley war der dritte Sohn von Admiral Sir William Rowley und dessen Frau Arabella. Er besuchte Trinity Hall, ein College der University of Cambridge, und wurde im Anschluss in den Inner Temple aufgenommen. Später erfolgte seine Berufung zum Barrister. Am 5. Mai 1763 heiratete er Letitia Campbell. Aus der Ehe gingen vier Söhne und eine Tochter hervor.
Von 1771 bis zur Auflösung des Parlaments 1800 vertrat er den Wahlkreis Downpatrick im Irish House of Commons, dem Unterhaus des Parliament of Ireland. Ursprünglich für einige Jahre in der Opposition, unterstützte er ab 1795 die irische Regierung. Was ihn jedoch nicht davon abhielt gegen die Union zu stimmen. Seinen Sitz im britischen House of Commons, obgleich er ihm seit Anfang 1801 zustand, trat er nie an, da er im Februar 1801 das Amt des Commissioner of Union compensations erhielt. Dies war jedoch unvereinbar mit einem Parlamentssitz. 
Clotworthy Rowley starb am 25. März 1805 im Alter von 74 Jahren. Während sein Sohn William ebenfalls Barrister wurde, schlugen seine Söhne Josias und Samuel Campbell wie ihr Großvater eine Karriere in der Royal Navy ein. Alle drei wiederum besetzten im Laufe ihres Lebens Parlamentssitz.